# ズィエンハイ
ズィエンハイ（ベトナム語：Thị xã Duyên Hải / 市社沿海?）はチャーヴィン省にある町である。

## 概要
2つの坊 (phường)と5つの社を有する。
- 第1坊（Phường 1）
- 第2坊（Phường 2）
- ザンタイン社（Dân Thành / 民城）
- ヒエップタイン社（Hiệp Thạnh / 協盛）
- ロンヒュー社（Long Hữu / 隆有）
- ロントアン社（Long Toàn / 隆全）
- チュオンロンホア社（Trường Long Hòa / 長隆和）